# David Lytton-Cobbold (2e baron Cobbold)
David Antony Fromanteel Lytton-Cobbold (né le 14 juillet 1937 et mort le 9 mai 2022) est un pair héréditaire britannique et ancien membre de la Chambre des lords.

## Biographie
Il est né David Antony Fromanteel Cobbold, mais change son nom de famille pour « Lytton-Cobbold » le 10 janvier 1961. Il est membre de la famille Lytton (comtes de Lytton) par l'intermédiaire de sa mère, Hermione Cobbold (née Bulwer-Lytton). Conformément à la tradition familiale, Cobbold fait ses études au Collège d'Eton et à l'Université de Cambridge (Trinity College).
David Cobbold est un cadre du département des opérations bancaires internationales de la Banque de Londres et d'Amérique du Sud (BOLSA) à la fin des années 1960, sous Edward Clifton-Brown. BOLSA est l'une des premières banques sur le marché des Eurodollars, développée par Sir George Bolton, Président de BOLSA. Il est de plus en plus occupé par la gestion de Knebworth House, pour des événements publics et quitte la banque pour se consacrer à son domaine.
Lytton-Cobbold hérite du titre de baron Cobbold le 1er novembre 1987 et est nommé lieutenant adjoint par le Lord Lieutenant du Hertfordshire le 8 juin 1993. Il est l'un des quatre-vingt dix pairs héréditaires élus pour rester à la Chambre des lords après l'adoption de la House of Lords Act 1999. Finaliste aux élections initiales de cette année-là, il remplace Myrtle Robertson, 11e baronne Wharton après sa mort le 15 octobre 2000.
Le 13 octobre 2014, il est la deuxième personne à démissionner de son poste de membre de la Chambre en vertu de la House of Lords Reform Act 2014, et le premier pair héréditaire élu à le faire.

### Vie privée
Le 7 janvier 1961, David Lytton-Cobbold épouse Christine Elizabeth Stucley, une de la dernière génération de débutantes à être présentée à la reine, en 1958
Ils ont quatre enfants :
- Henry Lytton-Cobbold né en 1962 qui hérite du siège familial Knebworth House ;
- Peter né en 1964 ;
- Richard né en 1968, page d'honneur de la reine Élisabeth II en 1980 ;
- Rosina née en 1971.